# Simplocaria metallica
Simplocaria metallica là một loài bọ cánh cứng trong họ Byrrhidae. Loài này được Sturm miêu tả khoa học năm 1807.